# Notocaulus sculpturatus
Notocaulus sculpturatus är en skalbaggsart som beskrevs av Karl Henrik Boheman 1848. Notocaulus sculpturatus ingår i släktet Notocaulus och familjen Aphodiidae. Inga underarter finns listade i Catalogue of Life.